# Liste der Monuments historiques in Courchamp
Die Liste der Monuments historiques in Courchamp führt die Monuments historiques in der französischen Gemeinde Courchamp auf.

## Liste der Objekte
| Bezeichnung                         | Beschreibung | Standort                       | Kennzeichnung | Schutzstatus | Datum | Bild |
| ----------------------------------- | ------------ | ------------------------------ | ------------- | ------------ | ----- | ---- |
| Grabplatte für Etienne de La Chaise | Stein, 1341  | in der Kirche St-Martin (Lage) | PM77002223    | Classé       | 2003  |      |